# شارلوته والتر
شارلوته والتر هي متزلجة فنية سويسرية، ولدت في 8 أكتوبر 1951 في أراو في سويسرا.

## وصلات خارجية
- شارلوته والتر على موقع أوليمبيديا (الإنجليزية)